# Слоёное тесто
Слоёное тесто — тесто, используемое при выпечке слоёных пирожков, булочек, самсы, других кулинарных изделий. Характерной особенностью слоёного теста является то, что основным его компонентом является масло (животное или растительное), составляющее по весу почти столько же, сколько и мука. «Слойкой» на профессиональном языке кулинаров может называться само тесто.

## История
Изобретение слоёного теста приписывается Клоду Лоррену, французскому художнику и кулинару XVII века.
Существует версия об изобретении в 1645 году слоёного теста Клавдием Геле, учеником одного из французских кондитеров.
После окончания своего ученичества Клавдий работал в Париже в кондитерской Rosabau Patisserie, его изобретение принесло кондитерской имя и деньги. Позже Клавдий перебрался во Флоренцию и работал там в пекарне братьев Моска.
Слоёное тесто упоминается и раньше XVII века, но самый старый известный рецепт слоёного теста в современном понимании относится к 1607 году в испанской поваренной книге Libro del arte de cozina за авторством Domingo Hernández de Maceras.

## Тесто
Слоёное тесто может быть дрожжевым, содовым или пресным. В любом случае основным компонентом такого теста помимо муки являются разные виды животных и растительных жиров (обычно — сливочное масло, реже — маргарин на основе растительного масла). Благодаря содержанию отдельных слоёв жира, который перестаёт быть жидким при комнатной температуре в 20°C, и достигается слоистость теста.
В процессе приготовления тонкие слои теста чередуются со слоями жиров, его неоднократно раскатывают и складывают для увеличения количества слоёв. Приготовление такого теста весьма трудоёмко, поскольку раскатывать необходимо тонким слоем, не допуская при этом порывов. В процессе раскатки тесто должно оставаться прохладным, для чего после изготовления каждого слоя его охлаждают.
Замороженное готовое слоёное тесто (полуфабрикат) для домашней выпечки можно приобрести в продуктовых магазинах.
Слоёное тесто отличается от теста филло (используемого, в частности, при изготовлении пахлавы), хотя в некоторых кулинарных изделиях два этих вида теста могут заменять друг друга. Для изготовления филло используется меньше жиров и больше муки, и тесто получается более хрустящим и хрупким.
Из слоёного теста можно приготовить множество блюд (круассаны, слойки, штрудель).